# Teyana Taylor
Teyana Me Shay Jacqueli Taylor, född 10 december 1990 i New York, är en amerikansk skådespelerska och sångerska.
Som sångerska och dansare har hon bland annat samarbetat med Sebastian Mikael, Jazze Pha och  Kanye West. Som skådespelerska har hon bland annat medverkat i filmerna Straw där hon spelade Kay Raymond. I filmen One Battle After Another spelade hon Profidia.

## Filmografi

### Film
| År   | Titel                             | Roll                   | Anmärkningar |
| ---- | --------------------------------- | ---------------------- | ------------ |
| 2010 | Stomp the Yard: Homecoming        | Rena                   |              |
| 2011 | Madea's Big Happy Family          | Sabrina                |              |
| 2012 | Gang of Roses II: Next Generation | Candi Baxter           |              |
| 2012 | Cruel Summer                      | Don                    |              |
| 2013 | The Love Section                  | Steph                  |              |
| 2015 | Brotherly Love                    | Zip                    |              |
| 2018 | Honey: Rise Up and Dance          | Skyler                 |              |
| 2018 | The After Party                   | Bl'asia                |              |
| 2019 | The Trap                          | Sherri                 |              |
| 2021 | Coming 2 America                  | Bopoto                 |              |
| 2023 | A Thousand and One                | Inez                   |              |
| 2023 | White Men Can't Jump (film, 2023) | Imani                  |              |
| 2023 | The Book of Clarence              | Mary Magdalene         |              |
| 2025 | Straw                             | Detective Kay Raymond  |              |
| 2025 | One Battle After Another          | Profidia Beverly Hills |              |
| 2026 | The RIP                           | kommande film          |              |

### Television
| År      | Titel                                  | Roll                     | Anmärkningar                                                     |
| ------- | -------------------------------------- | ------------------------ | ---------------------------------------------------------------- |
| 2007    | My Super Sweet 16 Sig själv            | Avsnitt: "Teyana Taylor" |                                                                  |
| 2008    | It's Showtime at the Apollo            | Sig själv                | Avsnitt: "Teyana Taylor"                                         |
| 2015    | America's Best Dance Crew              | Sig själv/domare         | Säsong 8                                                         |
| 2016    | Fashion Police                         | Sig själv/gäst           | Avsnitt: "2016 American Music Awards"                            |
| 2017    | The Breaks (tv-serie)                  | Imani X                  |                                                                  |
| 2017    | Ridiculousness                         | Sig själv                | Avsnitt: "Teyana Taylor"                                         |
| 2017–18 | Hip Hop Squares                        | Sig själv                | 4 avsnitt                                                        |
| 2017–18 | Star                                   | Joyce Sheree             | Säsong 2 och 3                                                   |
| 2018    | Hit the Floor                          | London Scott             | Säsong 5                                                         |
| 2018    | The Hollywood Puppet Show              | Sig själv                | Avsnitt: "Teyana Taylor and Jhene Aiko"                          |
| 2018    | The Tonight Show Starring Jimmy Fallon | Sig själv/gäst           | Avsnitt: "Daniel Radcliffe/Matt Czuchry/Teyana Taylor/Aerosmith" |
| 2018    | The Real                               | Sig själv                | Avsnitt: "Teyana Taylor/Special Expanded Girl Chat/Snitched"     |
| 2018    | Saturday Night Live                    | Sig själv                | Avsnitt: "Adam Driver/Kanye West"                                |
| 2018    | Teyana & Iman                          | Sig själv                |                                                                  |
| 2019    | Complex Con(versations)                | Sig själv                | Avsnitt: "Women in Streetwear"                                   |
| 2019    | The Ellen DeGeneres Show               | Sig själv                | Avsnitt: "Lily Tomlin/Rob Delaney/Sharon Horgan/Teyana Taylor"   |
| 2019    | Rhythm + Flow                          | Sig själv                | Avsnitt: "Collaborations"                                        |
| 2020    | Barkitecture                           | Sig själv                | Avsnitt: "Teyana Taylor: Doggy Duplex"                           |
| 2021    | We Got Love Teyana & Iman              | Sig själv                |                                                                  |
| 2021    | Dancing with the Stars (USA)           | Sig själv                | Avsnitt: "Grease Night"                                          |
| 2022    | The Masked Singer                      | Sig själv/Firefly        | Deltagare och vinnare av sjunde säsongen                         |
| 2022    | Entergalactic (TV-special)             | Boxing Coach (röst)      | TV-special                                                       |
| TBA     | All's Fair                             | TBA                      | kommande tv-serie                                                |